# Lancer du poids masculin aux Jeux olympiques d'été de 2020
Pour des articles plus généraux, voir Athlétisme aux Jeux olympiques d'été de 2020 et Lancer du poids aux Jeux olympiques.
Navigation
Rio 2016 Paris 2024
L'épreuve du lancer du poids masculin aux Jeux olympiques de 2020 se déroule les 3 et 5 août 2021 au Stade olympique national de Tokyo, au Japon.

## Records
Avant cette compétition, les records dans cette discipline étaient les suivants : 
| Record du monde  | Ryan Crouser (USA) | 23,37 m | Eugene         | 18 juin 2021 |
| Record olympique | Ryan Crouser (USA) | 22,52 m | Rio de Janeiro | 18 août 2016 |

## Résultats

### Finale
| Rang                                | Ordre de passage | Athlète               | Pays               | Essais | Essais | Essais | Essais | Essais | Essais | Marque | Notes |
| Rang                                | Ordre de passage | Athlète               | Pays               | 1      | 2      | 3      | 4      | 5      | 6      | Marque | Notes |
| ----------------------------------- | ---------------- | --------------------- | ------------------ | ------ | ------ | ------ | ------ | ------ | ------ | ------ | ----- |
| Médaille d'or, Jeux olympiques      | 7                | Ryan Crouser          | États-Unis         | 22,83  | 22,93  | 22,86  | 22,74  | 22,58  | 23,30  | 23,30  | OR    |
| Médaille d'argent, Jeux olympiques  | 11               | Joe Kovacs            | États-Unis         | 22,19  | 20,95  | 21,95  | 22,65  | 22,29  | 22,60  | 22,65  |       |
| Médaille de bronze, Jeux olympiques | 4                | Tomas Walsh           | Nouvelle-Zélande   | 21,09  | 22,17  | x      | 21,37  | 22,18  | 22,47  | 22,47  | SB    |
| 4                                   | 10               | Darlan Romani         | Brésil             | 21,88  | 21,22  | 20,96  | x      | x      | 20,70  | 21,88  | SB    |
| 5                                   | 3                | Zane Weir             | Italie             | 20,85  | 20,25  | 20,68  | 21,40  | 21,41  | x      | 21,41  | PB    |
| 6                                   | 9                | Kyle Blignaut         | Afrique du Sud     | 20,29  | x      | 21,00  | 20,96  | 20,46  | x      | 21,00  |       |
| 7                                   | 8                | Armin Sinančević      | Serbie             | 20,89  | x      | x      | 20,44  | x      | x      | 20,89  |       |
| 8                                   | 6                | Mostafa Amr Hassan    | Égypte             | 20,51  | 20,73  | x      | x      | 20,63  | 20,73  | 20,73  |       |
| 9                                   | 12               | Jacko Gill            | Nouvelle-Zélande   | x      | 20,71  | 20,71  |        |        |        | 20,71  |       |
| 10                                  | 5                | Payton Otterdahl      | États-Unis         | 20,32  | x      | x      |        |        |        | 20,32  |       |
| 11                                  | 1                | Mesud Pezer           | Bosnie-Herzégovine | x      | x      | 20,08  |        |        |        | 20,08  |       |
| 12                                  | 2                | Chukwuebuka Enekwechi | Nigeria            | x      | 18,87  | 19,74  |        |        |        | 19,74  |       |

### Qualifications
Qualification : 21,20 m (Q)  ou les 12 meilleures performances (q),
| Rang | Groupe | Athlète                | Pays               | 1     | 2     | 3     | Marque | Notes |
| ---- | ------ | ---------------------- | ------------------ | ----- | ----- | ----- | ------ | ----- |
|      | B      | Ryan Crouser           | États-Unis         | 22,05 | —     | —     | 22,05  | Q     |
|      | A      | Tom Walsh              | Nouvelle-Zélande   | x     | 20,38 | 21,49 | 21,49  | Q     |
|      | B      | Mesud Pezer            | Bosnie-Herzégovine | 20,41 | 21,33 | —     | 21,33  | Q     |
|      | A      | Darlan Romani          | Brésil             | 21,00 | 21,31 | —     | 21,31  | Q     |
|      | B      | Zane Weir              | Italie             | 20,84 | 21,25 | —     | 21,25  | Q, PB |
|      | A      | Mostafa Amr Hassan     | Égypte             | x     | 20,65 | 21,23 | 21,23  | Q, SB |
|      | B      | Chukwuebuka Enekwechi  | Nigeria            | 20,53 | 21,16 | 20,95 | 21,16  | q     |
|      | B      | Kyle Blignaut          | Afrique du Sud     | 20,30 | 20,97 | 20,56 | 20,97  | q     |
|      | B      | Jacko Gill             | Nouvelle-Zélande   | 20,65 | 20,52 | 20,96 | 20,96  | q     |
|      | A      | Armin Sinančević       | Serbie             | 20,50 | 20,96 | x     | 20,96  | q     |
|      | A      | Joe Kovacs             | États-Unis         | 20,81 | 20,93 | 20,81 | 20,93  | q     |
|      | A      | Payton Otterdahl       | États-Unis         | 19,56 | 20,28 | 20,90 | 20,90  | q     |
|      | B      | Michał Haratyk         | Pologne            | 20,58 | 20,86 | 20,72 | 20,86  |       |
|      | B      | Leonardo Fabbri        | Italie             | 19,42 | 20,80 | x     | 20,80  |       |
|      | B      | Filip Mihaljević       | Croatie            | x     | 20,09 | 20,67 | 20,67  |       |
|      | A      | Francisco Belo         | Portugal           | x     | 20,58 | 20,24 | 20,58  |       |
|      | A      | Tomáš Staněk           | Tchéquie           | 20,23 | 20,47 | 19,78 | 20,47  |       |
|      | B      | Scott Lincoln          | Grande-Bretagne    | 20,42 | 19,60 | x     | 20,42  |       |
|      | A      | Jason van Rooyen       | Afrique du Sud     | 18,92 | 20,06 | 20,29 | 20,29  |       |
|      | A      | Nick Ponzio            | Italie             | x     | 20,28 | x     | 20,28  |       |
|      | B      | Bob Bertemes           | Luxembourg         | 20,14 | x     | 20,16 | 20,16  |       |
|      | A      | Abdelrahman Mahmoud    | Bahreïn            | 18,95 | 20,14 | 19,93 | 20,14  |       |
|      | A      | Konrad Bukowiecki      | Pologne            | 20,01 | x     | 19,44 | 20,01  |       |
|      | A      | Tajinderpal Singh Toor | Inde               | 19,99 | x     | x     | 19,99  |       |
|      | B      | Mohamed Magdi Hamza    | Égypte             | 19,33 | x     | 19,82 | 19,82  |       |
|      | A      | Andrei Rares Toader    | Roumanie           | 19,81 | x     | 19,41 | 19,81  |       |
|      | A      | Giorgi Mujaridze       | Géorgie            | 18,71 | 19,76 | 19,55 | 19,76  |       |
|      | B      | Wictor Petersson       | Suède              | 19,64 | x     | 19,73 | 19,73  |       |
|      | B      | Asmir Kolašinac        | Serbie             | x     | 19,68 | x     | 19,68  |       |
|      | B      | Ihor Musiyenko         | Ukraine            | 19,07 | 19,42 | 19,56 | 19,56  |       |
|      | A      | Tim Nedow              | Canada             | x     | 19,27 | 19,42 | 19,42  |       |

## Légende
Records et Performances
- AR : Record continental (area record)
- CR : Record des championnats (championship record)
- MR : Record du meeting (meet record)
- NR : Record national (national record)
- OR : Record olympique (olympic record)
- PR : Record paralympique (paralympic record)
- PB : Record personnel (personal best)
- SB : Meilleure performance personnelle de la saison (season's best)
- WL : Meilleure performance mondiale de l'année (world leader)
- WJR : Record du monde junior (world junior record)
- WR : Record du monde (world record)

Circonstances et Conditions
- DNF : N'a pas terminé (did not finish)
- DNS : N'a pas pris le départ (did not start)
- DQ : Disqualification (disqualification)
- NM : Aucun essai valable enregistré (No Mark)
- Q : Qualifié « directement » au prochain tour (ou à la prochaine compétition), lors d'une compétition majeure, grâce au classement ou à la réalisation des minima (automatic qualifier)
- q : Qualifié au prochain tour (ou à la prochaine compétition), lors d'une compétition majeure, grâce au repêchage ou à la réalisation de l'une des meilleures performances parmi celles des « non qualifiés directement » (grâce au meilleur temps ou à la meilleure distance par exemple) (secondary qualifier)